# Bombylius melampogon
Bombylius melampogon är en tvåvingeart som först beskrevs av Philippi 1865.  Bombylius melampogon ingår i släktet Bombylius och familjen svävflugor. Inga underarter finns listade i Catalogue of Life.